# Martiniana Po
Martiniana Po är en ort och kommun i provinsen Cuneo i regionen Piemonte i Italien. Kommunen hade 747 invånare (2018).